# Ivan Setsjenov

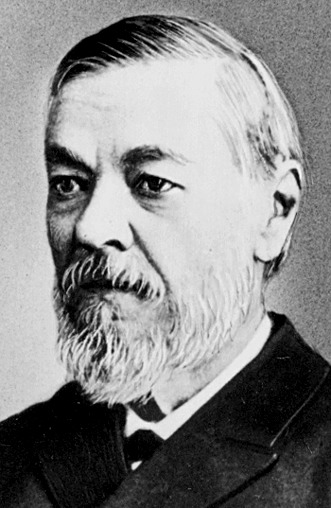
Ivan Setsjenov

Ivan Michailovitsj Setsjenov (Russisch: Иван Михайлович Сеченов) (Tjoply Stan, nu Setsjenovo bij Oeljanovsk, 13 augustus 1829 – Moskou, 15 november 1905) was een Russisch psycholoog, door Ivan Pavlov omschreven als "de vader van de Russische psychologie". Setsjenov beschreef enkele voornaamste reflexen van de hersenen bruikbaar voor de elektropsychologie en neuropsychologie in labo's en in lessen geneeskunde.

## Biografie

### Opleiding

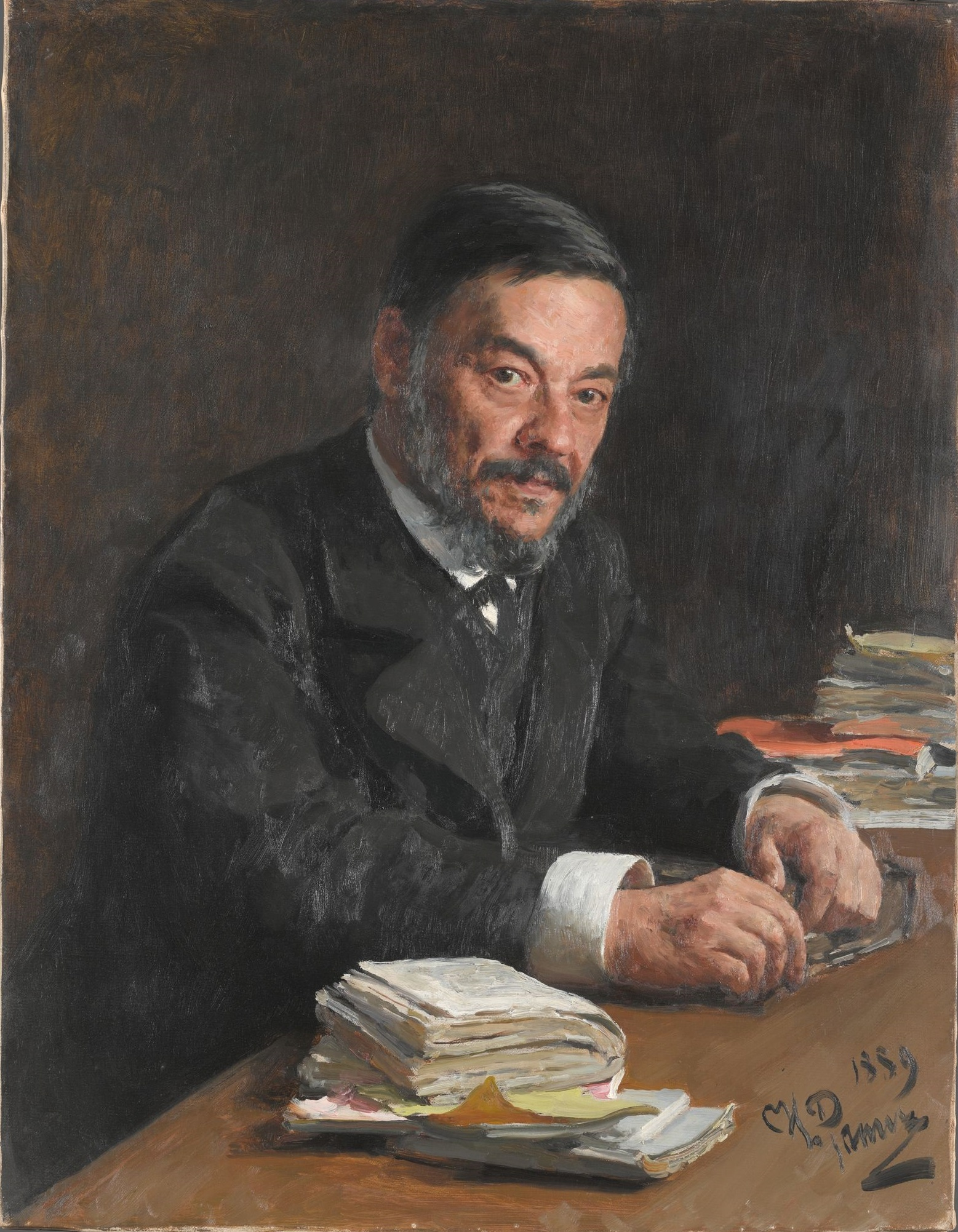
Portret van Ivan Setsjenov door Ilya Repin

Hij volgde tussen 1843 en 1848 een opleiding aan de Militaire Ingenieurtechnische Universiteit in Sint-Petersburg. Hierop was hij van 1848 tot 1850 militair ingenieur in Kiev.
Van 1850 tot 1856 studeerde hij aan de Universiteit van Moskou geneeskunde, waarna hij verder studeerde in Europa. Setsjenov behaalde zijn dipoloma geneeskunde in 1860 aan de Militairgeneeskundige Academie van Sint-Petersburg, waar hij van 1860 tot 1870 professor werd in de chirurgieafdeling.  Setsjenov nam hier ontslag uit onvrede met de afwijzing van Ilja Iljitsj Metsjnikov.
Vanaf 1870 deed hij chemisch onderzoek in Mendelejev's laboratorium in St.-Petersburg
Hij kreeg een leerstoel van 1871 - 1876 aan de Novorossiysk Universiteit van Odessa, waarvandaan hij naar Sint-Petersburg vertrok om in 1876 professor te worden aan de Staatsuniversiteit van Sint-Petersburg. Dit bleef hij tot 1888. In 1889 werd de "vergelijking van Setsjenov's" geïntroduceerd die hij afleidde uit experimenten over oplosbaarheid van gassen.
Uiteindelijk werd hij in 1891 tot 1901 professor aan de Universiteit van Moskou.

### Werkveld
Setsjenov grootste interesseveld was de neuropsychologie (de structuur van de hersenen). Hij toonde aan dat hersenactiviteit is gelinkt aan elektrische stroom en was de eerste die elektropsychologie introduceerde. Hij ontdekte tevens dat de hersenen reflexen van het ruggenmerg remmen. Hij stelde ook dat chemische factoren in de cellen een rol speelden.
Tussen 1856 en 1862 studeerde en werkte Setsjenov in Europese laboratoria van Johannes Peter Mueller, Emil du Bois-Reymond, Hermann von Helmholtz (Berlijn), Felix Hoppe-Seyler (Leipzig), Carl Ludwig (Wenen) en Claude Bernard (Parijs).
Zoals de meeste Russische wetenschappers in die periode trad ook Setsjenov regelmatig in conflict met de conservatieve tsaristische overheid. Hij emigreerde niet. In 1866 startte een censuur-comité met een juridische aanklacht tegen Setsjenov voor het verspreiden van materialisme en het verlagen van de Christelijke moraliteit".
Setsjenov's werk was de basis in de studie van reflexen en dierlijke en menselijke gedragingen en neurowetenschappen.

## Selectie uit zijn werk
- 1860 Materialy dlja boedoesjtsjej fiziologi alkogolnogo opjanenia. St. Petersburg ("Enkele feiten voor de toekomstige studie van alcohol-intoxicatie", in Russisch)
- 1862 O zjivotnom elektritsjestve. St. Petersburg ("Over dierlijke elektriciteit", in Russisch)
- 1863 "Refleksy golovnogo mozga." Meditsinski vestnik 47-48 ("Reflexen van de hersenen", in Russisch)
- 1866 Fiziologia nervnoj sistemy. St. Petersburg ("Pysichologie van het zenuwstelsel", in Russisch)
- 1873 "Komoe i kak razrabatyvat psichologijoe." Vestnik Jevropy 4 ("Wie zou en hoe psychologie ontwikkelen", in Russisch)

## Eerbetoon
- In 1904 werd hij erelid van de Russische Academie van Wetenschappen.
- In 1954 het gebied rond zijn geboorteplaats noemt nu Setsjenovsky District van Nizhny Novgorod Oblast
- De campus van de Moskou Medische academie kreeg zijn naam in 1955.
- In 1956 werd het "instituut van evolutionaire psychologie" in Leningrad gereorganiseerd en kreeg zijn naam.